# Seidler Irma
Seidler Irma, Réthy Károlyné (Ungvár 1882. április 12. – Budapest, 1911. május 18.) festőművész, grafikus, Lukács György fiatalkori szerelme, Seidler Ernő nővére.

## Élete
Seidler Lipót és Pollacsek Vilma lánya. A bécsi Iparművészeti Iskola tanulója volt, majd a magyar fővárosban, továbbá Münchenben és Firenzében tanult. 1902-ben és a következő évben Nagybányán a szabadiskolában későbbi férje, Réthy Károly volt tanára. 1908-ban már az iskolán kívül dolgozók munkájában vett részt, portrék mellett táj-, illetve életképeket is festett. Öngyilkos lett.